# Bédeille (Ariège)

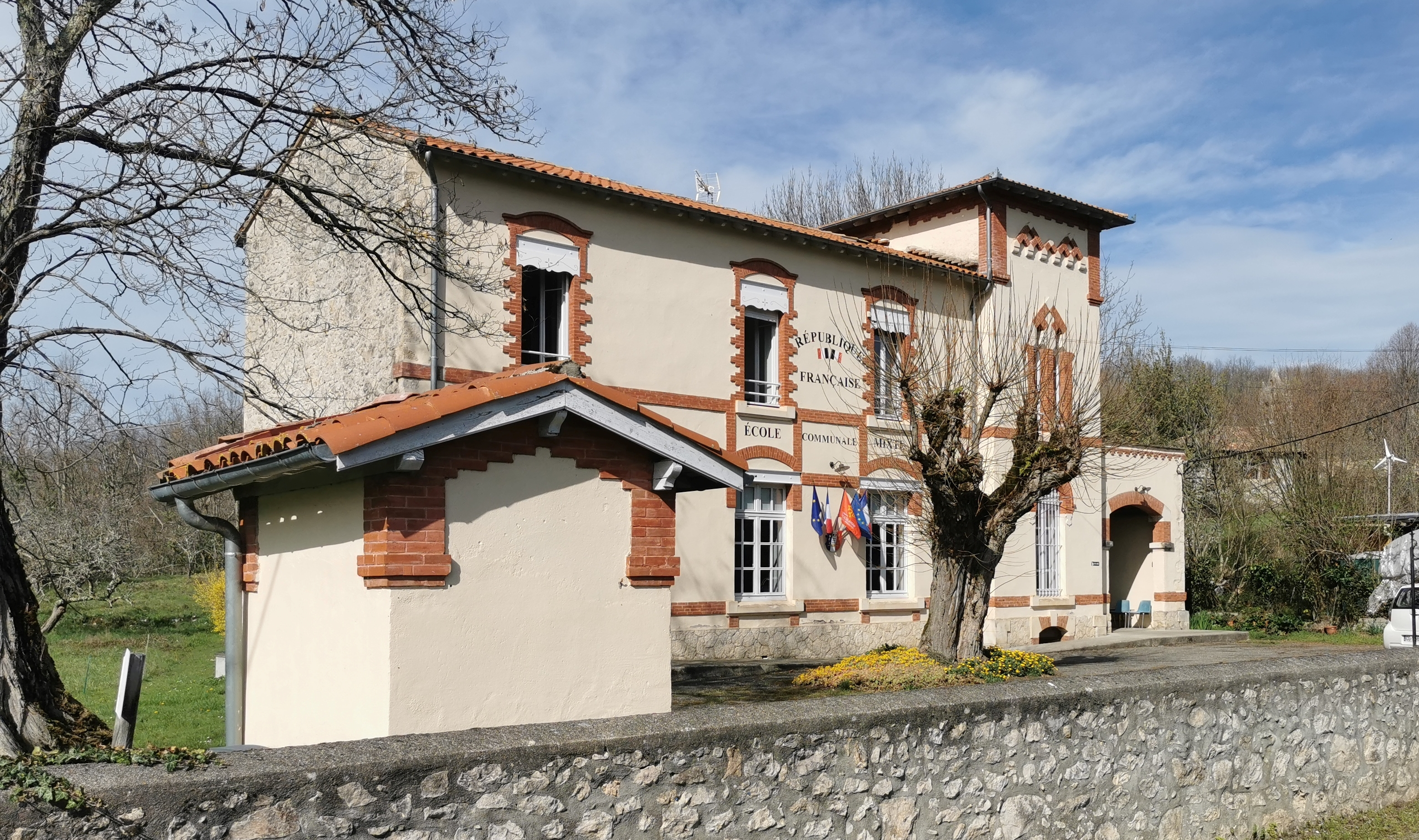

Bédeille é uma comuna francesa na região administrativa de Occitânia, no departamento de Ariège.